# لويس ميلز
لويس ميلز (بالإنجليزية: Lewis Mills)‏ هو مدرب كرة سلة أمريكي، ولد في 5 فبراير 1937 في روانوك في الولايات المتحدة، وتوفي في 12 أكتوبر 2011.